# Nizam (titre)
Nizâm ou nizam (en ourdou : نظام) est un titre souverain attribué à des vassaux de l'Empire moghol, en particulier aux souverains de l'État d'Hyderabad.
En 1724, Asaf Jah Ier, le gouverneur de l'Hyderâbâd dans le sud de l'Inde, déclare son indépendance par rapport à l'Empire moghol en désintégration, réclamant le titre de Nizâm al-Mulk (administrateur du royaume).
- Nizâm est repris par ses successeurs comme titre princier de l'Hyderâbâd.
- Nizâm est parfois employé pour désigner le territoire de l'Hyderâbâd.
- Nizâm est aussi le nom d'une cour de justice ottomane de 1850.

## Liste des nizâm de l'Hyderâbâd
1. Qamar ad-Din Khan Nizâm al-Mulk Asaf Jâh Ier (1720-1748)
2. Mir Ahmad `Alî Khan Nizâm ad-Dawla Nasir Jang (1748-1750)
3. Nabab Hidayat Muhyi ad-Dîn Sa`ad Allâh Khân Bahadur, Muzaffar Jang (1750-1751)
4. Asaf ad-Dawla Nawab Syed Mohammed Khan Amir al-Mulk Salabat Jang (1751-1762)
5. Nawab Mir Nizâm `Alî Khan Bahadur Nizâm al-Mulk Asaf Jah II (1762-1803)
6. Nawab Mir Akbar `Alî Khan Sikandar Jah Asaf Jah III (1803-1829)
7. Nawab Mir Farkhonda `Alî Khan Nasir ad-Dawla Asaf Jah IV (1829-1857)
8. Nawab Mir Tahniat `Alî Khan Afzal ad-Dawla Asaf Jah V (1857-1869)
9. Fateh Jang Nawab Mir Mahbub `Alî Khan Asaf Jah VI (1869-1911)
10. Fateh Jang Nawab Mir `Osman `Alî Khan Asaf Jah VII (1911-1948)